# Amarynthis stenogramma
Amarynthis stenogramma är en fjärilsart som beskrevs av Hans Ferdinand Emil Julius Stichel 1910. Amarynthis stenogramma ingår i släktet Amarynthis och familjen Riodinidae. Inga underarter finns listade i Catalogue of Life.